# Бока ди Вале (Кјети)
Бока ди Вале (итал. Bocca di Valle) је насеље у Италији у округу Кјети, региону Абруцо.
Према процени из 2011. у насељу је живело 297 становника. Насеље се налази на надморској висини од 639 м.